# هورنهاوزن
هورنهاوزن (به آلمانی: Hornhausen) یک منطقهٔ مسکونی در آلمان است که در اوکسرزلبن (بده) واقع شده‌است. هورنهاوزن ۱٬۷۱۱ نفر جمعیت دارد.